# Elever på South Park Elementary
Elever på South Park Elementary er en liste over de fiktive elever der går på den fiktive skole South Park Elementary, kendt fra tv-serien South Park

## 4. klasse

### Clyde Donovan
Clyde Donovan (originalt Clyde Goodman og kort Clyde Harris) er en elev i 4. klasse på skolen South Park Elementary. Han er blandt de mest sete personer i hovedpersonernes ydre vennekreds. Han er også kendt for at bryde ud i gråd ofte. Han havde sin første prominente optræden i sæson tre-afsnittet "Tweek vs. Craig". Han er også skolens næst-fedeste dreng, efter Cartman, hvilket blev pointeret i sæson fire-afsnittet "Cartman's Silly Hate Crime 2000", da han skal erstatte netop Cartman på slæden af denne grund.
Fakta om Clyde Donovan:
- Alder – 9 år
- Hårfarve – Brun
- Religion – Kristendom
- Første optræden – Cartman Gets an Anal Probe (13. august 1997)
- Stemmelagt af – Trey Parker

### Craig Tucker
Craig Tucker er en elev på South Park Elementary, hvor han går i klasse med Stan, Kyle, Cartman og Kenny. Han går ofte med en blå hue, og er gode venner med Clyde Donovan og Token Black. Craig har også et marsvin der hedder Stripes.
Fakta om Craig Tucker:
- Alder – 9 år
- Hårfarve – Sort
- Religion – Kristendom
- Første optræden – Cartman Gets an Anal Probe (13. august 1997)
- Stemmelagt af – Trey Parker

### Eric Cartman
Eric Cartman er en af de fire hovedpersoner i South Park og en af de mest genkendelige figurer fra serien. Han er fed, irriterende, racistisk og grænsende til sociopatisk. 

### Jimmy Valmer
Jimmy Valmer (tidligere Jimmy Swanson og nogen gange stavet Vulmer) er en fysisk handicappet dreng i klassen.   

### Leopold "Butters" Stotch
Leopold "Butters" Stotch er en fiktiv person fra amerikanske tegnefilmsserie South Park. Det er Matt Stone, der lægger stemme til figuren.
Sammen med de andre børn i byen går han på byens skole. Han optræder typisk med sorte sko, blågrønne bukser og lyseblå bluse, samt gult hår. Butters er barnlig (underudviklet), men venlig og har strenge forældre med trang til at give stuearrest. Derud over har han "bøssetendenser" og bliver gentagende gange udsat for Eric Cartmans practical jokes.
Forældrene er kristne, hvilket også afspejler sig i deres søns opdragelse.
Første optræden var i seriens første afsnit Cartman Gets an Anal Probe 13. august 1997.

### Kenny McCormick
Kenny McCormick er den fattigste i klassen og en af de fire hovedpersoner i serien. Han har altid hætten fra sin anorak på hovedet.  

### Kyle Broflovski
Kyle Broflovski er en jødisk dreng og en af de fire hovedpersoner i serien. 

### Stan Marsh
Stan Marsh er den mest prominente af de fire hovedpersoner i serien. 

### Timmy Burch
Timmy Burch er en figur fra serien Southpark, som er spastisk lammet men hans lærer mr. Garrison tror han lider af A.D.H.D. Timmy er ikke i stand til at sige andet en hans eget navn, hans ven Jimmys navn, navnet på hans kæle-kalkun Gopels og navnet på det band han deltager i i sæson 3 lords of the under world, men ofte siger han bare Timmy.

### Tweek Tweak
Tweek Tweak er en ofte optrædende figur i serien South Park. Han er hyperaktiv pga. et stort forbrug af koffein, og føler sig aldrig sikker lige meget hvorhen han går. I en periode var han Kennys erstatning som Stan, Kyle, og Cartmans ven. (Kenny var vel at mærke død)
Fakta om Tweek Tweak:
- Alder – 8 år
- Hårfarve – Gul
- Religion – Kristendom
- Første optræden – Gnomes (16. december 1998)
- Stemmelagt af – Matt Stone

### Wendy Testaburger
Wendy Testaburger er en pige der går i klasse med de fire hovedpersoner. Hun er den mest prominente af kvindelige elev. Hun er desuden kærester med seriens protagonist Stan.